# Episodi di Defying Gravity - Le galassie del cuore
Questa voce contiene riassunti, dettagli e crediti dei registi e degli sceneggiatori della prima e unica stagione della serie TV Defying Gravity - Le galassie del cuore.
La stagione, composta da 13 episodi, è stata trasmessa negli Stati Uniti dal 2 agosto al 23 ottobre 2009, sul canale ABC, per quanto concerne la messa in onda statunitense, e su CTV per quella canadese.
In Italia, la stagione è stata trasmessa in prima visione assoluta dal 15 giugno al 31 agosto 2010 sul canale satellitare Fox Life.
| nº | Titolo originale  | Titolo italiano          | Prima TV USA      | Prima TV Italia |
| -- | ----------------- | ------------------------ | ----------------- | --------------- |
| 1  | Pilot             | Sfidando la gravità      | 2 agosto 2009     | 15 giugno 2010  |
| 2  | Natural Selection | Un tuffo nello spazio    | 2 agosto 2009     | 22 giugno 2010  |
| 3  | Threshold         | Paura dell'ignoto        | 9 agosto 2009     | 29 giugno 2010  |
| 4  | H2IK              | Guasto misterioso        | 16 agosto 2009    | 6 luglio 2010   |
| 5  | Rubicon           | Allucinazioni            | 23 agosto 2009    | 13 luglio 2010  |
| 6  | Bacon             | Ricordi                  | 28 agosto 2009    | 20 luglio 2010  |
| 7  | Fear              | Paura                    | 4 settembre 2009  | 27 luglio 2010  |
| 8  | Love, Honor, Obey | Amore, onore, obbedienza | 11 settembre 2009 | 3 agosto 2010   |
| 9  | Eve Ate the Apple | Rivelazione              | 18 settembre 2009 | 10 agosto 2010  |
| 10 | Deja Vu           | Deja vu                  | 2 ottobre 2009    | 17 agosto 2010  |
| 11 | Solitary          | Una questione di fede    | 9 ottobre 2009    | 24 agosto 2010  |
| 12 | Venus             | Venere                   | 16 ottobre 2009   | 31 agosto 2010  |
| 13 | Kiss              | Missione compiuta        | 23 ottobre 2009   | 31 agosto 2010  |